# Бездетнов, Николай Павлович
Никола́й Па́влович Безде́тнов (род. 7 апреля 1934, село Тюбеляс) — Герой Советского Союза (25.07.1985), лётчик-испытатель опытного конструкторского бюро имени Н. И. Камова.

## Биография
Родился 7 апреля 1934 года в селе Тюбеляс (ныне территория Усть-Катавского городского округа Челябинской области). Детство и Юность провёл в городе Юрюзань Катав-Ивановского муниципального района Челябинской области в семье служащего. Русский. В 1952 году окончил среднюю школу № 1 (10 классов) города Юрюзань Челябинской области.
В Советской Армии с сентября 1952 года. В 1956 году окончил Энгельсское военное авиационное училище лётчиков, после чего служил в строевых частях ВВС, летая на самолётах Ил-28, Як-18, Ли-2, Ил-12. На пятом году лётной службы получил предложение перейти на работу лётчика-испытателя вертолётов.
С апреля 1961 года капитан Бездетнов Н. П. — в запасе. Он был вызван в Москву и начал учёбу в школе лётчиков-испытателей, которую окончил в том же 1961 году. Дальнейшую судьбу Н. П. Бездетнова определила встреча с авиаконструктором Камовым Н. И., возглавлявшим конструкторское бюро (КБ), где только разрабатывали новый вертолёт Ка-15, в испытаниях которого принимал активное участие и Н. П. Бездетнов.
После Ка-15 последовали испытания нового противолодочного комплекса Ка-25. Потом для замены дневного противолодочного Ка-25 потребовался вертолёт всепогодный и Н. П. Бездетнов продолжил испытания уже Ка-27. В 1969 году, без отрыва от работы, Бездетнов окончил Московский авиационный институт. В 1979 году удостоен почётного звания Заслуженный лётчик-испытатель СССР.
17 июля 1982 года лётчик-испытатель ОКБ имени Н. И. Камова Бездетнов Н. П. поднял в воздух опытный образец боевого многоцелевого ударного вертолёта Ка-50 («Чёрная акула»), открывший новую страницу боевого вертолетостроения.
Однажды, во время испытаний на земле, лопасти Ка-50 попали во флаттер. Мгновенно выросли колебания, и лётчик-испытатель Бездетнов успел лишь выключить двигатели и предотвратить пожар. Опытный образец «Чёрной акулы» был спасён, и несколько дней спустя испытания были продолжены, но уже без Н. П. Бездетнова, которому врачи категорически запретили летать.
За время работы в ОКБ имени Н. И. Камова лётчик-испытатель Бездетнов выполнил около десяти тысяч полётов с общим налётом три тысячи двести часов, в том числе на испытания — две тысячи сто часов. Летал на вертолетах: Ми-2, Ми-4, Ми-8, Ка-15, Ка-18, Ка-22, Ка-25, Ка-26, Ка-27, Ка-32, Ка-50.
За мужество и героизм, проявленные при испытании новой авиационной техники, Указом Президиума Верховного Совета СССР от 25 июля 1985 года лётчику-испытателю Бездетнову Николаю Павловичу присвоено звание Героя Советского Союза с вручением ордена Ленина и медали «Золотая Звезда» (№ 11531).
В 1986 году Н. П. Бездетнов участвовал в работах по ликвидации последствий аварии на Чернобыльской АЭС.

## Награды
- Медаль «Золотая Звезда» Героя Советского Союза (№ 11531)
- Орден Ленина
- Орден Трудового Красного Знамени
- Орден «Знак Почёта»
- Медали